# Liste der Bodendenkmale in Ballenstedt
In der Liste der Bodendenkmale in Ballenstedt sind alle Bodendenkmale der Kleinstadt Ballenstedt und ihrer Ortsteile aufgelistet. Grundlage ist die Veröffentlichung der Landesdenkmalliste mit Stand vom 25. Februar 2016.  Die Baudenkmale sind in der Liste der Kulturdenkmale in Ballenstedt aufgeführt.
| Denkmal-ID | Fundart            | Ortsteil    | Bezeichnung            | Zeitstellung | Lage                                                                                              | Bemerkungen | Bild              |
| ---------- | ------------------ | ----------- | ---------------------- | ------------ | ------------------------------------------------------------------------------------------------- | --- | ----------------- |
| 428311130  |                    | Ballenstedt | Bergbau ‚Meiseberg‘    | undatiert    | 3,2 km nordöstlich Mägdesprung, LSG Steilhangbereich ‚Meiseberg‘ (Lage)                           | Bergbauspuren am südlichen Steilhang des Bergsporns ‚Meiseberg‘                                                                                      |                   |
| 428311122  |                    | Ballenstedt | Felsenkeller           | undatiert    | 400 m östlich des ‚Großen Gegensteins‘ (Lage)                                                     | |                   |
| 428311054  | Befestigung        | Ballenstedt | Kleine Gegensteine     | Bronzezeit   | 1,5 km nördlich vom Ort, Plateau nördlich des Felsgrates, westlich des Großen Gegensteines (Lage) | Felsformation gehört zum Gebilde der Teufelsmauer.                                                                                                   | Großer Gegenstein |
| 428311053  | Befestigung > Burg | Ballenstedt | Große Gegensteine      | Bronzezeit   | 1,5 km nördlich vom Ort, Plateau des Felsgrades (Lage)                                            | Felsformation gehört zum Gebilde der Teufelsmauer. Wurde sicherlich in allen zeitgeschichtlichen Epochen durch den Menschen als Anlaufpunkt genutzt. | Großer Gegenstein |
| 428311082  | Befestigung > Burg | Rieder      | Gipfelburg „Alte Burg“ | Mittelalter  | 0,8 km südlich vom Ort (Lage)                                                                     | |                   |